# José Javier López Jacoiste
José Javier López Jacoiste (Ochagavía, Navarra, 15 de març de 1921-Madrid, 14 d'abril de 2016) va ser un jurista, catedràtic de Dret Civil, i notari espanyol.

## Vida acadèmica
Va ser Professor emèrit de la Facultat de Dret de la Universitat de Navarra. Va ser Doctor en Dret Civil per la Universitat Complutense de Madrid, Catedràtic de Dret Civil, i Catedràtic de la: Universitat de Santiago de Compostel·la, Universitat de Barcelona, Universitat Complutense de Madrid i Universitat Nacional d'Educació a Distància (UNED). En aquesta última va ser vicerector i degà de Dret. Va ser notari de Madrid i Sant Sebastià.

## Associacions a les quals va pertànyer
- Real Acadèmia de Jurisprudència i Legislació Arxivat 2016-04-07 a Wayback Machine.
- Association Henri Capitant, amb seu en la Facultat de Dret de la Universitat de París-Sorbona